# 조반니 피코 델라 미란돌라
조반니 피코 델라 미란돌라 (Giovanni Pico della Mirandola, 1463년 2월 24일 - 1494년 11월 17일)는 이탈리아 르네상스 시대의 귀족이자 철학자이다. 추기경 토마스 카예탄과 논쟁을 하였다.

## 같이 보기
- 헤르메스주의 문헌
- 헤르메스주의
- 영원 철학
- 르네상스 인문주의자